# 橋本耀
橋本耀（日語：橋本 耀，1997年6月17日—）是日本女子偶像團體AKB48 Team B的前成員，神奈川縣出身，所屬經紀公司為M's enterprise。

## 經歷
2012年
- 5月13日，於「AKB48第十一屆研究生（14期生）試鏡會（日语：AKB48のオーディション#第十一回研究生（14期生）オーディション）」中合格，成為AKB48的14期生。
- 8月19日，於『研究生「我的太陽」公演』中初次登場，首次站上AKB48的劇場舞台[4]。

2013年
- 7月6日，於AKB48第34張單曲選拔猜拳大會的研究生預備戰中不敵内山奈月，於第一戰敗退，未能進入選拔。
- 8月24日，於「AKB48 2013盛夏的巨蛋巡迴〜還有許多 不得不做的事情〜」演唱會中，宣布昇格至峯岸Team 4[5]。
- 11月3日，於『Team 4 2nd Stage「手牽手」公演』初日登場，首次以正式成員身分登台演出[6][7]。

2014年
- 2月24日，於Zepp DiverCity Tokyo（日语：Zepp）舉辦的「AKB48集團大組閣祭」中宣布所屬隊伍由Team 4轉移至Team B[8]。
- 4月24日，AKB48的大組閣新體制開始運作，正式以「倉持Team B」成員身分進行活動[9]。
- 4月28日，於『Team B 6th Stage「睡衣兜風」公演』中獲選為初日表演成員之一[10]。
- 9月17日，於「AKB48 Group 猜拳大會2014」中不敵柏木由紀，在第一回戰出局，未能入選渡邊美優紀個人出道單曲中C/W曲的選拔成員。

2015年
- 3月26日，於埼玉超級競技場舉辦的「AKB48春季單獨演唱會～次期總現正修行中！～」演唱會上宣布新的組閣人事異動，所屬隊伍不變[11]。
- 6月22日，於橋本自己的劇場生誕祭公演上宣布，由於找到自己的夢想，加上學業與活動難以兩邊兼顧，因此將自AKB48畢業[12]。
- 7月7日，於AKB48劇場舉行畢業公演[13]。
- 8月9日，參加於幕張展覽館舉行的「我們不戰鬥」劇場盤販售紀念大握手會，結束在AKB48的所有活動[14]。

## 人物
- 加入AKB48的契機：透過電視得到元氣與笑容為契機而報名參加徵選，剛加入時由於沒有接觸過舞蹈所以跳得不是很好，而在AKB48中是走元氣路線[3]。
- 喜歡貓，此外也喜愛吃零食和冰淇淋，很常在公演中談到點心的話題[3]，而喜歡的運動則是溜冰[1]。
- 特技是使用來造句[15]。
- 視力並不是很好，裸視為0.05[1]，所以出門都是戴隱形眼鏡[16]。
- 擁有一副好身材[17]。
- 出道以來都是維持短髮的造型，本人也表示喜歡短髮造型的女生，不過曾在小學時留過長髮，此外也不喜歡露出額頭或是戴東西在頭上[1]。
- 與同期的內山奈月和前田美月一起組成了一個非官方的小團體「鍬形蟲Chu！[註 1][18]。」
- 在4/5/2018 開設instagram

## 參與歌曲

### AKB48單曲CD
|      | 發行日期       | 單曲名稱     | 參與歌曲名稱 | 名義                  | 收錄於 | MV | 備註     |
| ---- | -------------- | ------------ | ------------ | --------------------- | ------ | -- | -------- |
| 28th | 2012年10月31日 | UZA          | 朝向大人之路 | 研究生                | 劇場盤 |    | 出道作品 |
| 29th | 2012年12月05日 | 永遠的壓力   | 我們的Reason |                       | 劇場盤 |    |          |
| 30th | 2013年02月20日 | So long!     | 強大的花     | 研究生                | 劇場盤 |    |          |
| 31st | 2013年05月22日 | 再見自由式   | LOVE修行     | 研究生                | 劇場盤 | ★  |          |
| 33rd | 2013年10月30日 | 真心電流     | 清純哲學     | Team 4                | Type-4 | ★  |          |
| 35th | 2014年02月26日 | 勇往直前     | 戀愛什麼的   |                       | 劇場盤 |    |          |
| 36th | 2014年05月21日 | 拉布拉多獵犬 | B花園        | Team B                | Type-B | ★  |          |
| 38th | 2014年11月26日 | 希望無限     | 寂寞俱樂部   | Team B                | Type-C | ★  |          |
| 39th | 2015年03月04日 | Green Flash  | 初戀的雄蕊   | 小瓢蟲Chu!+獨角仙Chu! | 劇場版 |    |          |

- 標註有「★」符號者表示該首歌曲有拍攝MV。

### AKB48專輯CD
|      | 發行日期       | 專輯名稱                     | 參與歌曲名稱 | 名義   | 收錄於 | 備註 |
| ---- | -------------- | ---------------------------- | ------------ | ------ | ------ | ---- |
| 05th | 2014年01月22日 | 未來軌跡                     | 團隊坡道     | Team 4 | Type-A |      |
| 06th | 2015年01月21日 | 這裡是羅德斯島、在這裡跳吧！ | To go        | Team B | Type-B |      |

## 劇場公演分組曲
| 公演名稱                           | 參與歌曲名稱   | 備註      |
| ---------------------------------- | -------------- | --------- |
| 研究生時期                         |                |           |
| Team 研究生「我的太陽」公演        | 愛的防衛       |           |
| Team 研究生「我的太陽」公演        | 不要叫我偶像   |           |
| Team B 5th Stage「劇場的女神」公演 | 愛情的捉迷藏   | 前座Girl  |
| Team A 6th Stage「目擊者」公演     | 迷你裙精靈     | 前座Girls |
| Team 研究生「睡衣兜風」公演        | 鏡中的聖女真德 |           |
| Team 研究生「睡衣兜風」公演        | 天使的尾巴     |           |
| 峯岸Team 4時期                     |                |           |
| Team 4 2nd Stage「手牽手」公演     | 巧克力的下落   |           |
| 倉持Team B時期                     |                |           |
| Team B 6th Stage「睡衣兜風」公演   | 鏡中的聖女真德 |           |

- 前座Girl（s）（日語：前座ガール（ズ））：為公演前暖場曲之演唱成員。

## 演出

### 綜藝及節目資訊
| 節目名稱                         | 播出日期                                      | 首播頻道    | 備註       |
| -------------------------------- | --------------------------------------------- | ----------- | ---------- |
| 現在播放中的節目                 |                                               |             |            |
| 有吉AKB共和國                    | 2012年11月19日－2015年03月02日                | TBS電視台   | 不定期演出 |
| AKB48 SHOW!                      | 2013年11月09日－2015年04月25日                | NHK         | 不定期演出 |
| AKB48的你、是誰？                | 2014年01月22日－2015年07月06日                | NOTTV       | 不定期演出 |
| AKBINGO!                         | 2014年04月08日－2014年10月14日                | 日本電視台  | 不定期演出 |
| AKB觀光大使                      | 2014年06月26日、2015年05月26日                | 富士電視ONE |            |
| 過去演出過的節目                 |                                               |             |            |
| AKB48神TV 0Season13 0Season14    | 2013年09月15日－2013年11月10日 2014年03月16日 | 家庭劇場    |            |
| AKB48短劇「無論什麼都到那為止…」 | 2013年12月13日－2013年12月20日                | 光TV        |            |
| 戀愛總選舉                       | 2014年09月11日                                | 富士電視台  |            |

### 舞台劇
- 《白與黑同學會》[19]（於2017年10月12日－15日演出；新宿村Live）(與大和田南那、大島涼花和橫島亞衿等共演)